# C.D. Trofense
Clube Desportivo Trofense (normalt bare kendt som C.S. Trofense eller bare Trofense) er en portugisisk fodboldklub fra byen Trofa. Klubben spiller i den bedste portugisiske liga, og har hjemmebane på Estádio do CD Trofense. Klubben blev grundlagt i 1930.